# Calantica
Calantica é um género botânico pertencente à família Salicaceae.